# 5 de diciembre
El 5 de diciembre es el 339.º (tricentésimo trigésimo noveno) día del año en el calendario gregoriano y el 340.º en los años bisiestos. Quedan 26 días para finalizar el año.

## Acontecimientos
- 633: se inicia el IV Concilio de Toledo, en presencia del rey visigodo Sisenando y bajo la dirección de Isidoro de Sevilla.
- 1063: en la aldea de Khammam, a 170 km al este de Hyderabad (India) sucede un terremoto.[1]
- 1484: en Roma (Italia), el papa Inocencio VIII publica su bula Summis desiderantes affectibus, por la cual ordena a la Inquisición perseguir y ejecutar a todas las mujeres acusadas de brujería en el mundo conocido.
- 1492: en el mar Caribe, Cristóbal Colón —en el marco de su primer viaje a América— arriba a la isla La Española, donde actualmente se encuentran las repúblicas haitiana y dominicana.
- 1550: llega al Virreinato de Nueva España (actual México) el segundo virrey, Luis de Velasco y Ruiz de Alarcón.
- 1703 («24 de noviembre» según el calendario juliano vigente en esas fechas en Europa): se registra el primer día de la Gran Tormenta de 1703 ―la más violenta registrada en la Historia del norte de Europa―. Abarcó un área de 500 km de anchura, que incluyó Gales, el centro y el sur de Inglaterra, el mar del Norte, los Países Bajos y el norte de Alemania. Se informaron tornados. El periodista y escritor británico Daniel Defoe (autor de Robinson Crusoe) escribió que fue «la más terrible tormenta que haya visto el mundo». Se hundieron muchos barcos de las flotas de guerra neerlandesas y británicas, con centenares de ahogados. En muchos lugares se produjeron marejadas ciclónicas. Las inundaciones generadas ahogaron a un número indeterminado de personas (entre 8 000 y 15 000).
- 1746: la República de Génova se subleva contra los austríacos, en el marco de la Guerra de Sucesión Austriaca.
- 1813: 345 km al suroeste de Caracas (Venezuela) ―en el marco de las guerras de independencia de Venezuela (1810‑1823)―, las fuerzas patriotas (lideradas por Simón Bolívar) vencen a las fuerzas realistas en la Batalla de Araure.
- 1814: 416 km al este de Caracas (Venezuela) ―en el marco de las guerras de independencia de Venezuela (1810‑1823)―, las fuerzas realistas vencen a las fuerzas patriotas (lideradas por José Félix Ribas) en la Batalla de Urica.
- 1824: en el Perú, el general Simón Bolívar toma la ciudad de Lima, ocupada por las fuerzas realistas.
- 1860: en Lima (Perú) se crea la primera compañía de bomberos: el Cuerpo General de Bomberos Voluntarios del Perú.
- 1865: Perú y Chile firman un tratado de alianza ofensiva-defensiva.[2]
- 1895: en la costa caribeña de Guatemala se funda la Ciudad del Puerto (conocida actualmente como Puerto Barrios).
- 1912: en Europa, el Imperio alemán, el Imperio austrohúngaro e Italia prolongan su Triple Alianza por seis años.
- 1914: en el comienzo de la Primera Guerra Mundial (1914‑1918), el Parlamento italiano aprueba la política de neutralidad del país, traicionando así la Triple Alianza de 1882.
- 1918: en España comienza el nuevo Gobierno del Conde de Romanones.
- 1919: en Bogotá (Colombia) se funda Avianca, la primera aerolínea de América.
- 1920: en Grecia, la mayoría de la población en referéndum pide el regreso del rey Constantino I.
- 1928: en Ciénaga, cerca de Santa Marta, en la costa caribeña de Colombia, entre el 5 y el 6 de diciembre, el Gobierno de Miguel Abadía Méndez manda asesinar a 1800 trabajadores que estaban en huelga contra la empresa estadounidense United Fruit Company (Masacre de las Bananeras).
- 1929: en el Reino de España, el rey Alfonso XIII declara (mediante «real orden») a la ciudad de Granada como conjunto histórico-artístico.
- 1930: en Madrid (Reino de España), la Real Academia Española aprueba el uso de los sustantivos femeninos que indiquen profesiones o cargos.
- 1931: en el observatorio de Argel (Argelia), el astrónomo francés Guy Reiss (1904‑1964) descubre el asteroide Argelia (1213).
- 1931: en la capital de la Unión Soviética, la catedral de Cristo Salvador de Moscú, de 1883, es destruida por orden de Iósif Stalin con el objeto de eliminar los palacios del pasado imperial. En su lugar se planeaba construir el Palacio de los Sóviets. La catedral será reconstruida e inaugurada en el año 2000.
- 1933: en Estados Unidos se abole la ley seca, que prohibía la venta y consumo de bebidas alcohólicas y estuvo en vigor durante 13 años.
- 1934: en Honduras, un fuerte terremoto destruye las localidades de San Jorge, La Encarnación y San Fernando.
- 1936: en la Unión Soviética se crea la constitución de ese país.
- 1941: el Reino Unido declara la guerra a Finlandia, Hungría y Rumanía.
- 1941: en la Unión Soviética, el general Gueorgui Zhúkov dirige un contraataque para romper el cerco durante la batalla de Moscú.
- 1944: en Italia ―en el marco de la Segunda Guerra Mundial (1939‑1945)―, las tropas británicas ocupan Rávena.
- 1945: cerca de Estados Unidos, cinco bombarderos TBM Avenger de la marina de los Estados Unidos se pierden en el Triángulo de las Bermudas, el famoso caso del Vuelo 19.
- 1946: en Nueva York se instala definitivamente la ONU.
- 1947: en el Perú, los equipos de fútbol Universitario de Deportes y Sporting Cristal, igualados en puntaje desde varios meses antes, solicitaron a la Federación Peruana de Fútbol que ninguno de los dos descendiera a la Segunda División del Perú. Así pasaron los días y semanas hasta que el 5 de diciembre de ese año los diarios informaron la decisión del Comité Nacional de Deportes que determinaba que no habría descenso por decisión del Comité Nacional de Deportes.
- 1953: en Bogotá (Colombia) se gradúan las primeras veinte fisioterapeutas colombianas. En esa fecha se crea la Asociación Colombiana de Fisioterapia (ASCOFI) como ente gremial nacional. Desde entonces, en esta fecha se conmemora el Día del Fisioterapeuta en Colombia.
- 1957: en la ciudad de Glenside, 18 km al norte de Filadelfia (estado de Pensilvania), el Club de Leones patrocina el primer Club LEO del mundo.
- 1961: en la finca La Bandera Cubana, en la aldea de Cuatro Vientos, cerca del municipio cubano de Cumanayagua (provincia de Cienfuegos), el «bandido» Jesús Ramón Real Hernández (Realito), miembro de la banda terrorista de Manuel Alberto Pacheco Rodríguez (El Congo Pacheco) ―en el marco de los ataques terroristas organizados por la CIA estadounidense― asesina al campesino José Pérez González (Luquita).[3]
- 1962: Estados Unidos y la Unión Soviética llegan a un acuerdo sobre la utilización pacífica del espacio.
- 1964: en un mismo túnel, en el área U2ai del Sitio de pruebas atómicas de Nevada (a unos 100 km al noroeste de la ciudad de Las Vegas), a las 13:15 (hora local), Estados Unidos detona simultáneamente sus bombas atómicas Drill 1 (de menos de 3,4 kilotones, a 219 metros de profundidad) y Drill 2 (de menos de 20 kilotones, en la superficie). Son las bombas n.º 395 y 396 de las 1131 que Estados Unidos detonó entre 1945 y 1992. A 2,66 km al sur, a 404 m de profundidad, detona exactamente al mismo tiempo su bomba n.º 397: Crepe, de 20 kilotones.
- 1969: en un túnel a 419 metros bajo tierra, en el área U12e.11 del Sitio de pruebas atómicas de Nevada (a unos 100 km al noroeste de la ciudad de Las Vegas), a las 9:00 (hora local) Estados Unidos detona su bomba atómica n.º 655: Diésel Train, de 20 kilotones.
- 1971: El carguero Leyla Express es detenido en aguas internacionales frente a las costas cubanas.
- 1976: en el Estadio de Atocha, en un partido entre Real Sociedad y Athletic de Bilbao sucede la primera aparición de la ikurriña, aun siendo ilegal.
- 1997: asume como jefe de Gobierno del Distrito Federal el perredista Cuauhtémoc Cárdenas Solórzano, convirtiéndose en el primer gobernante de la Ciudad de México elegido mediante sufragio universal.
- 1999: en los Premios del Cine Europeo, la película Todo sobre mi madre (de Pedro Almodóvar), obtiene el premio a la mejor película del año.
- 2000: en la Ciudad de México, Andrés Manuel López Obrador asume el Gobierno del Distrito Federal; es el primer gobernante elegido para un periodo de 6 años.
- 2005: la aerolínea Southern Winds cancela todas sus operaciones.
- 2006: en Asunción (Paraguay) se producen desórdenes en protesta porque a los dueños del supermercado Ycuá Bolaños los sentenciaron solo a cinco años de prisión por haber cerrado las puertas de su supermercado mientras se incendiaba (murieron 396 personas, la mitad de ellas niños).
- 2006: en Fiyi, las fuerzas armadas bajo el mando del comodoro Frank Bainimarama, perpetran un golpe de Estado contra el presidente Ratu Josefa Iloilo y el primer ministro Laisenia Qarase.
- 2006: en la Ciudad de México, Marcelo Ebrard Casaubón toma posesión del cargo de jefe de Gobierno del Distrito Federal.
- 2007: Arsenal de Sarandí, gana el primer título de su historia, la Copa Sudamericana, derrotando en la final al América de México.
- 2008: el equipo Honda decide retirarse de la Fórmula 1.
- 2009: en una discoteca de la localidad rusa de Perm, un incendio provoca 107 muertos y 200 heridos.
- 2010: en un sector pobre del municipio Bello (Colombia), un alud de tierra sepulta a más de 120 personas.
- 2011: se descubre el planeta Kepler-22b, el primer planeta habitable fuera del sistema solar.
- 2011: en la ciudad de Casablanca (Marruecos) se inaugura el Morocco Mall, el centro comercial más grande de África.
- 2012: en el entonces México, D. F., Miguel Ángel Mancera toma posesión como jefe de Gobierno del Distrito Federal.
- 2013: la ONU, declara que en el 2014 se celebre el Día Mundial del Suelo
- 2018: en Ciudad de México, Claudia Sheinbaum se asume como Jefa de Gobierno de Ciudad de México.
- 2021: en el Estadio El Teniente, ubicado en la ciudad de Rancagua (Chile), el Club de Fútbol Universidad de Chile logra la hazaña de evitar el descenso a la Primera B de Chile anotando tres goles en los últimos 10 minutos de partido contra el club Unión La Calera.
- 2021: se celebra el primer Gran Premio de Arabia Saudita de Fórmula 1.
- 2022: 68 km al este de San Francisco (estado de California), un equipo de la inmensa Instalación Nacional de Ignición (del tamaño de un estadio de fútbol) ubicada en el Laboratorio Nacional Lawrence Livermore, realizaron el primer experimento de fusión nuclear controlada de la historia. En 4 nanosegundos, 192 potentes láseres suministraron 512,5 millones de MW (megavatios) de energía a una cápsula de 2 mm de diámetro que contenía deuterio y tritio (isótopos pesados del hidrógeno), generando 3.3 millones de °C. La reacción de fusión produjo aproximadamente 787,5 millones de MW de energía, un 54 % más energía que el láser de entrada, y unas 1500 veces el consumo de energía eléctrica de todo Estados Unidos en ese mismo lapso de tiempo.
- 2022: fallece de cáncer de colon la actriz estadounidense Kirstie Alley (71).
- 2022: en Bogotá (Colombia) se realiza la edición 87.º del Campeonato Mundial de Halterofilia, que originalmente se iba a celebrar en la ciudad china de Chongqing pero se trasladó debido a los rebrotes por covid‑19.
- 2023: en Perú, el expresidente Alberto Fujimori recupera su libertad tras darse a conocer el fallo del Tribunal Constitucional en la que procedía su excarcelación.

## Nacimientos
- 1373: Jianwen, emperador chino (f. 1402).
- 1443: Julio II, papa italiano (f. 1513).
- 1537: Ashikaga Yoshiaki, militar japonés (f. 1597).
- 1539: Fausto Socino, teólogo italiano (f. 1604).
- 1595: Henry Lawes, compositor y músico británico (f. 1662).
- 1661: Robert Harley, estadista británico (f. 1724).
- 1687: Francesco Geminiani, compositor italiano (f. 1762).
- 1782: Martin Van Buren, político estadounidense, 8.º vicepresidente desde 1833 hasta 1837 y 8° presidente desde 1837 hasta 1841 (f. 1862).
- 1803: Fiódor Tiútchev, escritor y poeta ruso (f. 1873).
- 1804: Cesare Cantù, historiador y escritor italiano (f. 1895).
- 1822: Elizabeth Cabot Agassiz, educadora y naturalista estadounidense (f. 1907).
- 1830: Christina Rossetti, poetisa británica (f. 1894).
- 1839: George Armstrong Custer, militar estadounidense (f. 1876).
- 1849: Rafael Reyes Prieto, militar y político colombiano (f. 1921).
- 1855: Clinton Hart Merriam, ornitólogo estadounidense (f. 1942).
- 1857: Mario Méndez Bejarano, literato y político español (f. 1931).
- 1859: John Jellicoe, almirante británico (f. 1935).
- 1861: Armando Díaz, militar italiano (f. 1928).
- 1863: Paul Painlevé, matemático, ingeniero aeronáutico y político francés (f. 1933).
- 1867: Antti Aarne, folclorista finés (f. 1925).
- 1867: Józef Piłsudski, militar y estadista polaco (f. 1935).
- 1868: Arnold Sommerfeld, físico alemán (f. 1951).
- 1870: Vítězslav Novák, compositor checo (f. 1949).
- 1872: Harry Nelson Pillsbury, ajedrecista estadounidense (f. 1906).
- 1878: Manuel Torre, cantor flamenco español (f. 1933).
- 1884: Miguel Alessio Robles, periodista y escritor mexicano (f. 1951).
- 1885: Alonso Quesada, escritor español (f. 1925).
- 1888: Maxwell Anderson, dramaturgo estadounidense (f. 1959).
- 1890: Fritz Lang, cineasta alemán (f. 1976).
- 1891: Alexander Rodchenko, pintor ruso. (f. 1956).
- 1895: David-Zvi Pinkas, político israelí (f. 1952).
- 1895: Mamerto Urriolagoitia, político boliviano, presidente de Bolivia entre 1949 y 1951 (f. 1974).
- 1896: Dámaso Cárdenas del Río, militar y político mexicano (f. 1976).
- 1896: Carl Ferdinand Cori, químico estadounidense, Premio Nobel de Fisiología o Medicina en 1947 (f. 1984).
- 1897: Nunnally Johnson, guionista, productor y cineasta estadounidense (f. 1977).
- 1898: Abelardo Bonilla Baldares, político costarricense (f. 1969).
- 1898: María Luisa Escobar, musicóloga, pianista y compositora venezolana (f. 1985).
- 1898: Grace Moore, soprano y actriz estadounidense (f. 1947).
- 1901: Walt Disney, dibujante y cineasta estadounidense (f. 1966).
- 1901: Milton H. Erickson, médico estadounidense (f. 1980).
- 1901: Werner Heisenberg, físico alemán, premio nobel de física en 1932 (f. 1976).
- 1902: Emeric Pressburger, cineasta húngaro-británico (f. 1988).
- 1902: Strom Thurmond, político estadounidense (f. 2003).
- 1903: Johannes Heesters, actor y cantante neerlandés (f. 2011).
- 1903: Cecil Frank Powell, físico británico, premio nobel de física en 1950 (f. 1969).
- 1905: Otto Preminger, cineasta austríaco-estadounidense (f. 1986).
- 1907: Lin Biao, militar y político chino (f. 1971).
- 1907: Giuseppe Occhialini, físico italiano (f. 1993).
- 1910: Abraham Polonsky, cineasta estadounidense (f. 1999).
- 1911: Władysław Szpilman, pianista polaco (f. 2000).
- 1913: Esther Borja, soprano cubana (f. 2013).
- 1918: Andrés Mateo, futbolista español (f. 1993).
- 1918: Rafael Termes, banquero español (f. 2005).
- 1919: Guido Gorgatti, actor ítalo-argentino (f. 2023).
- 1920: Dalmacio Langarica, ciclista español (f. 1985).
- 1921: Roberto Ares Pons, historiador uruguayo (f. 2000).
- 1922: Juan Casariego De Bel, abogado y economista hispano-argentino (f. 1977), asesinado por la dictadura cívico-militar argentina (1976-1983).
- 1925: Anastasio Somoza Debayle, dictador y asesino nicaragüense (f. 1980).
- 1927: Bhumibol Adulyadej, rey tailandés (f. 2016).
- 1927: Óscar Míguez, futbolista uruguayo (f. 2006).
- 1931: Manuel Caballero, historiador venezolano (f. 2010).
- 1931: Julia Martínez, actriz española.
- 1932: Fazu Alieva, poetisa rusa (f. 2016).
- 1932: Sheldon Lee Glashow, físico estadounidense, premio nobel de física de 1979.
- 1932: Little Richard, músico estadounidense (f. 2020).
- 1934: Joan Didion, novelista, guionista y periodista estadounidense (f. 2021).
- 1937: Kim Young-ok, actriz surcoreana.
- 1938: J. J. Cale, músico estadounidense de sonido Tulsa (f. 2013).
- 1939: Ricardo Bofill, arquitecto español (f. 2022).
- 1940: Quince Duncan, escritor afrocaribeño costarricense.
- 1940: Michael Jones, historiador británico.
- 1944: Roy Sáenz, futbolista y entrenador costarricense.
- 1945: Moshé Katsav, presidente israelí.
- 1946: José Carreras, cantante de ópera español.
- 1947: Egberto Gismonti, músico, compositor y multiinstrumentista brasileño de jazz latino.
- 1947: Jim Messina, productor y bajista estadounidense, de la banda Buffalo Springfield.
- 1950: Tony Isbert, actor español.
- 1950: Camarón de la Isla, cantante español (f. 1992).
- 1952: Günther Förg, artista alemán.
- 1954: Hanif Kureishi, escritor británico de origen pakistaní.
- 1955: Dumitru Găleșanu, escritor, poeta, filósofo, ilustrador y jurista rumano.
- 1956: Klaus Allofs, futbolista alemán.
- 1956: Krystian Zimerman, pianista polaco.
- 1957: Raquel Argandoña, exmodelo, política, actriz y presentadora de televisión chilena.
- 1959: Julio Galán, pintor paisajista mexicano (f. 2006).
- 1960: José Luis Escrivá, político español.
- 1960: Osvaldo Golijov, compositor argentino.
- 1960: Juan Lobos, médico y político chileno (f. 2011).
- 1960: Jack Russell, cantante estadounidense de rock (f. 2024).
- 1962: José Cura, tenor argentino.
- 1962: Luis Silva, cantante venezolano.
- 1963: Nohely Arteaga, actriz venezolana.
- 1963: Jesús Montoya, ciclista español.
- 1963: Alberto Nisman, fiscal argentino (f. 2015).
- 1965: John Rzeznik, músico estadounidense, de la banda Goo Goo Dolls.
- 1966: Patricia Kaas, cantante francesa.
- 1967: Juan Carlos Fresnadillo, cineasta español.
- 1967: Julio César Toresani, futbolista argentino.
- 1968: Margaret Cho, actriz estadounidense.
- 1968: Lisa Marie, actriz y modelo estadounidense.
- 1968: Catherine Tate, actriz británica.
- 1969: Ramón Ramírez, futbolista mexicano.
- 1970: Nacho Guerreros, actor español.
- 1973: Luboš Motl, físico checo.
- 1975: Ronnie O'Sullivan, jugador británico de snooker.
- 1975: Alfredo del Mazo Maza, político mexicano, Gobernador del Estado de México entre 2017 y 2023.
- 1976: Amy Acker, actriz estadounidense.
- 1978: Mariano Martínez, actor argentino.
- 1978: Renato Pizarro Osses, guitarrista chileno, de la banda Keko Yoma.
- 1978: Marcelo Zalayeta, futbolista uruguayo.
- 1979: Jordi Bargalló, jugador español de hockey sobre patines.
- 1979: Nick Stahl, actor estadounidense.
- 1980: Jessica Paré, actriz canadiense.
- 1980: Shizuka Itō, seiyū y cantante japonesa.
- 1981: Valeria Gastaldi, actriz y cantante argentina.
- 1981: Darío Santillán, artista y activista argentino (f. 2002).
- 1982: Eddy Curry, baloncestista estadounidense.
- 1982: Keri Hilson, cantautora estadounidense.
- 1982: Karl Palatu, futbolista estonio.
- 1985: Andre Pierre Gignac, futbolista francés.
- 1985: Frankie Muniz, actor estadounidense.
- 1985: Josh Smith, baloncestista estadounidense.
- 1988: Ross Bagley, actor estadounidense.
- 1988: Guido Armido Sardelli, baterista, guitarrista y vocalista argentino.
- 1989: Kwon Yuri, cantante surcoreana, integrante del grupo Girls' Generation.
- 1990: Yamil Arana, economista y político colombiano, Gobernador del Bolívar desde 2024.
- 1991: Christian Yelich, beisbolista estadounidense.
- 1993: Ross Barkley, futbolista británico.
- 1993: Luciano Vietto, futbolista argentino.
- 1994: Alexandra Beaton, actriz y bailarina canadiense.
- 1994: Ondrej Duda, futbolista eslovaco.
- 1995: Alexander Sørloth, futbolista noruego.
- 1995: Anthony Martial, futbolista francés.
- 1995: Taz Skylar, actor hispano-británico.
- 1998: Conan Gray, cantante y compositor estadounidense.
- 1998: Randal Kolo Muani, futbolista francés
- 2000: Choi Soobin, cantente surcoreano del grupo Tomorrow X Together.
- 2004: Annie LeBlanc, actriz y cantante estadounidense.
- 2006: Knut, oso polar alemán (f. 2011).
- 2009: Owen Cooper, actor británico.

## Fallecimientos
- 63 a. C.: Publio Cornelio Léntulo Sura, político romano (n. c. 114 a. C.).
- 1082: Ramón Berenguer II, conde de Barcelona (n. 1053).
- 1560: Francisco II, rey francés entre 1559 y 1560 (n. 1544).
- 1624: Caspar Bauhin, botánico y médico suizo (n. 1560).
- 1749: Pierre Gaultier de Varennes, comerciante y explorador franco-canadiense (n. 1685).

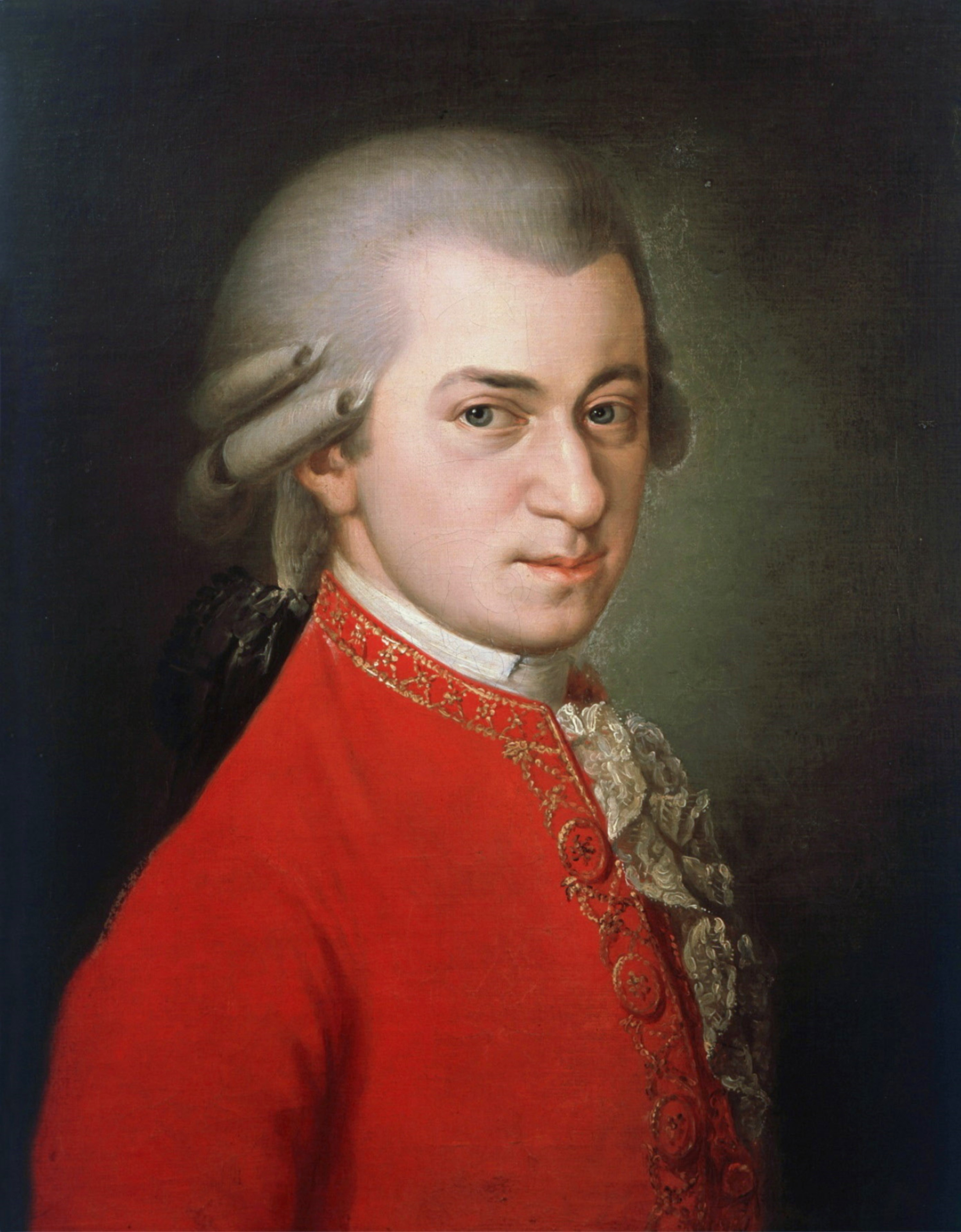
Wolfgang Amadeus Mozart

- 1791: Wolfgang Amadeus Mozart, compositor austríaco (n. 1756).
- 1807: Francis Willis, médico británico (n. 1718).
- 1814: Miguel José Sanz, jurista y prócer venezolano (n. 1756).
- 1814: José Tomás Boves, militar español, comandante durante la Segunda República de Venezuela (n. 1782).
- 1870: Alejandro Dumas, novelista y dramaturgo francés (n. 1802).
- 1875: Mariano Cubí y Soler, lingüista y frenólogo español (n. 1801).
- 1888: Vicente Bascuñán Vargas, político y hacendado chileno (n. 1813).
- 1891: Pedro II, emperador brasileño (n. 1825).
- 1925: Władysław Reymont, novelista polaco, premio nobel de literatura en 1924 (n. 1867).
- 1926: Claude Monet, pintor francés (n. 1840).
- 1927: Fiódor Sologub, poeta y novelista ruso (n. 1863).
- 1931: Vachel Lindsay, poeta estadounidense (n. 1879).
- 1940: Jan Kubelík, violinista y compositor checo (n. 1880).
- 1946: Aleksandr Shapiro, anarcosindicalista ruso (n. 1882)
- 1950: Sri Aurobindo, maestro de yoga y poeta indio (n. 1872)
- 1953: Jorge Negrete, cantante y actor mexicano (n. 1911).
- 1957: Evan Gorga, tenor italiano (n. 1865).
- 1966: Sylvère Maes, ciclista belga (n. 1909).
- 1973: sir Robert Watson-Watt, físico e inventor británico (n. 1892).
- 1979: Sonia Delaunay, pintora rusa (n. 1885).
- 1979: Lesley Selander, cineasta estadounidense (n. 1900).
- 1983: Robert Aldrich, cineasta estadounidense (n. 1918).
- 1984: Ethel Mannin, escritora británica (n. 1900).
- 1985: Howard Rodman, guionista estadounidense (n. 1920).
- 1986: Roberto Escalada, actor de radio, cine y televisión argentino (n. 1914).
- 1988: Manuel Juan Carrillo Marco, escultor y tallista español (n. 1915).
- 1989: Antonio Tanguma, músico y compositor mexicano (n. 1903).
- 1989: John Pritchard, director de orquesta y músico británico (n. 1921).
- 1994: Rosario Garza Sada, filántropa y promotora cultural mexicana (n. 1893).
- 1995: Lisa McPherson, adepta estadounidense a la cienciología (n. 1959).
- 1995: Clair Cameron Patterson, geoquímico estadounidense (n. 1922).
- 1997: Rudolf Bahro, político y filósofo ecosocialista alemán (n. 1935).
- 2002: Pedro de Aguillón, actor mexicano (n. 1915).
- 2007: Karlheinz Stockhausen, compositor alemán (n. 1928).
- 2008: Alejo II, religioso y patriarca estonio (n. 1929).
- 2009: Manuel Prado, senador, diplomático y empresario español (n. 1931).
- 2010: Marcos Valcárcel, historiador, periodista y escritor español (n. 1958).
- 2011: Peter Gethin, piloto británico de automovilismo (n. 1940).
- 2011: Jorge Hourton, obispo franco-chileno (n. 1926).
- 2011: Violetta Villas, soprano polaca (n. 1938).
- 2012: Dave Brubeck, pianista y compositor estadounidense de jazz (n. 1920).
- 2012: Oscar Niemeyer (104), arquitecto y centenario brasileño (n. 1907).

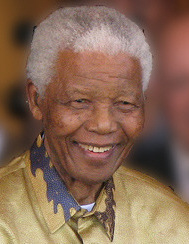
Nelson Mandela

- 2013: Nelson Mandela, político, abogado y activista sudafricano, presidente de Sudáfrica entre 1994 y 1999, premio nobel de la paz en 1993 (n. 1918).
- 2014: Fabiola de Mora y Aragón, aristócrata española (n. 1928).
- 2017: Miguel I, aristócrata rumano, rey de Rumania en 1927‑1930 y 1940‑1947 (n. 1921).
- 2017: Johnny Hallyday, cantante y actor francés (n. 1943).
- 2019: Faure Chomón, militar y revolucionario cubano (n. 1929).
- 2020: Ildikó Pécsi, actriz húngara (n. 1940).
- 2021: Bob Dole, político estadounidense (n. 1923).
- 2021: Stevan Jelovac, baloncestista yugoslavo (n. 1989).
- 2021: Song Gisuk, novelista y ensayista coreano (n. 1935).
- 2022: Kirstie Alley (71), actriz, productora y guionista estadounidense (n. 1951).
- 2022: Bernd Rohr, ciclista alemán (n. 1937).
- 2023: Juan Pablo Adame Alemán, internacionalista y político mexicano (n. 1985).
- 2023: Denny Laine, músico, compositor y multiinstrumentista británico (n. 1944).
- 2023: Norman Lear, escritor y productor de cine y televisión estadounidense (n. 1922).
- 2023: Constantino de Liechtenstein, aristócrata liechtensteiniano (n. 1972).
- 2024: Jacques Roubaud, matemático y escritor francés (n. 1932).

## Celebraciones
- Día Internacional de los Voluntarios. Instituido en 1985 por las Naciones Unidas para homenajear y destacar la labor de las personas que ayudan desinteresadamente a quienes lo necesitan.

- Día Mundial del Suelo.
(en inglés: World Soil Day).

- Día Internacional del Ninja.

- Día Internacional de los Clubes Leo. También conocido como Día Internacional del Leoismo. Surgió gracias a la iniciativa de Jim Graver y William Ernst, socios miembros del Club de Leones del estado de Pensilvania (Estados Unidos). Crearon el primer Club Leo el 5 de diciembre de 1957 (67 años), con la finalidad de transmitir a los jóvenes los valores de honestidad, igualdad, responsabilidad y respeto al prójimo, entre otros.

- Día Mundial del Masajista. Dedicado a la primera reunión de la Agrupación de Masajistas Sólo Masajes y Relax y la Unión de Masajistas Patagónicos en Argentina. De ese encuentro surgió la Federación Internacional de Masajistas.

- Día Latinoamericano de la Lucha contra el Cáncer Bucal.[4]En memoria a la labor del Profesor Julio Santana Garay, quien se destacó durante toda su vida profesional por enseñar, investigar y estimular la conciencia de profesionales de Latinoamérica y el mundo, en lo relativo a la prevención y diagnóstico precoz de las lesiones precancerosas y el cáncer bucal.

 Por países
(Por orden alfabético)
- Argentina:
  - Día Nacional del Ciclista.[5]En conmemoración de la fecha de 1981 en la que el mendocino Remigio Saavedra concretó a la edad de 70 años la hazaña de viajar en bicicleta desde Mendoza a Buenos Aires.

- Chile:
  - Día del Administrador Público. Se celebra esta profesión fue establecida en 1954 con la creación de la carrera de Ciencias Políticas y Administrativas en la Universidad de Chile.

- Cuba:
  - Día del Constructor. Instaurado en 1972 durante el III Congreso del Sindicato Nacional de Trabajadores de la Construcción. La fecha rinde homenaje a Armando Mestre Martínez.

- Ecuador:
  - Día Nacional de la Independencia de Quito.

- Estados Unidos:
  - Día Nacional de los Blue Jeans. Se rinde homenaje al atractivo atemporal de los jeans azules, un elemento básico en los guardarropas de todo el mundo.
(en inglés: Blue Jeans Day).
  - Día de Fiesta en la Bañera.
(en inglés: Bathtub Party Day).
  - Día de la Torta Sacher. Pastel de chocolate de fama mundial.
(en inglés: Sacher-Torte Day).
  - Noche de Krampus (Krampusnacht). Asociada con la Fiesta de San Nicolás, Krampusnacht es una tradición que comenzó en Alemania hace muchos siglos.

- Panamá:
  - Día del Desarrollista Comunitario. Fecha establecida por la Ley Nº 49 del 5 de diciembre de 2007, en reconocimiento a los profesionales que trabajan en el desarrollo comunitario.

- Perú:
  - Día del Bombero.
  - Día del Estadístico.
  - Día del Minero.

- República Dominicana:
  - Día Nacional del Voluntariado.

- Venezuela:
  - Día del Profesor Universitario. Conmemora la aprobación el 5 de diciembre desde 1958 de la Ley de Universidades, un hito que otorgó autonomía académica, administrativa y electoral a las universidades venezolanas.

### Santoral católico

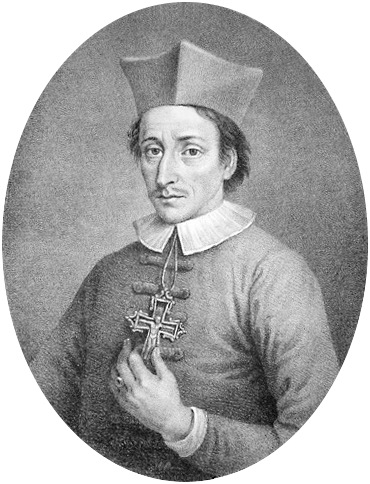
Beato Nicolás Stensen, pionero tanto de la Anatomía como de la Geología.

- Santa Crispina Tagorense, mártir (304).[6]
- San Sabas de Capadocia, abad (532).[6]
- San Lúcido de Aquara, monje (c. 983).[6]
- San Geraldo de Braga, obispo (1108).[6]
- San Juan Almond, presbítero y mártir (1612).[6]
- Beato Bartolomé Fanti, presbítero (1495).[6]
- Beato Nicolás Stensen, obispo (1683),[6](imagen ilustrativa).
- Beato Felipe Rinaldi, presbítero (1931).[6]

 Por países
(Por orden alfabético)
- Países Bajos:
  - Fiesta de San Nicolás.

- Unión Europea:

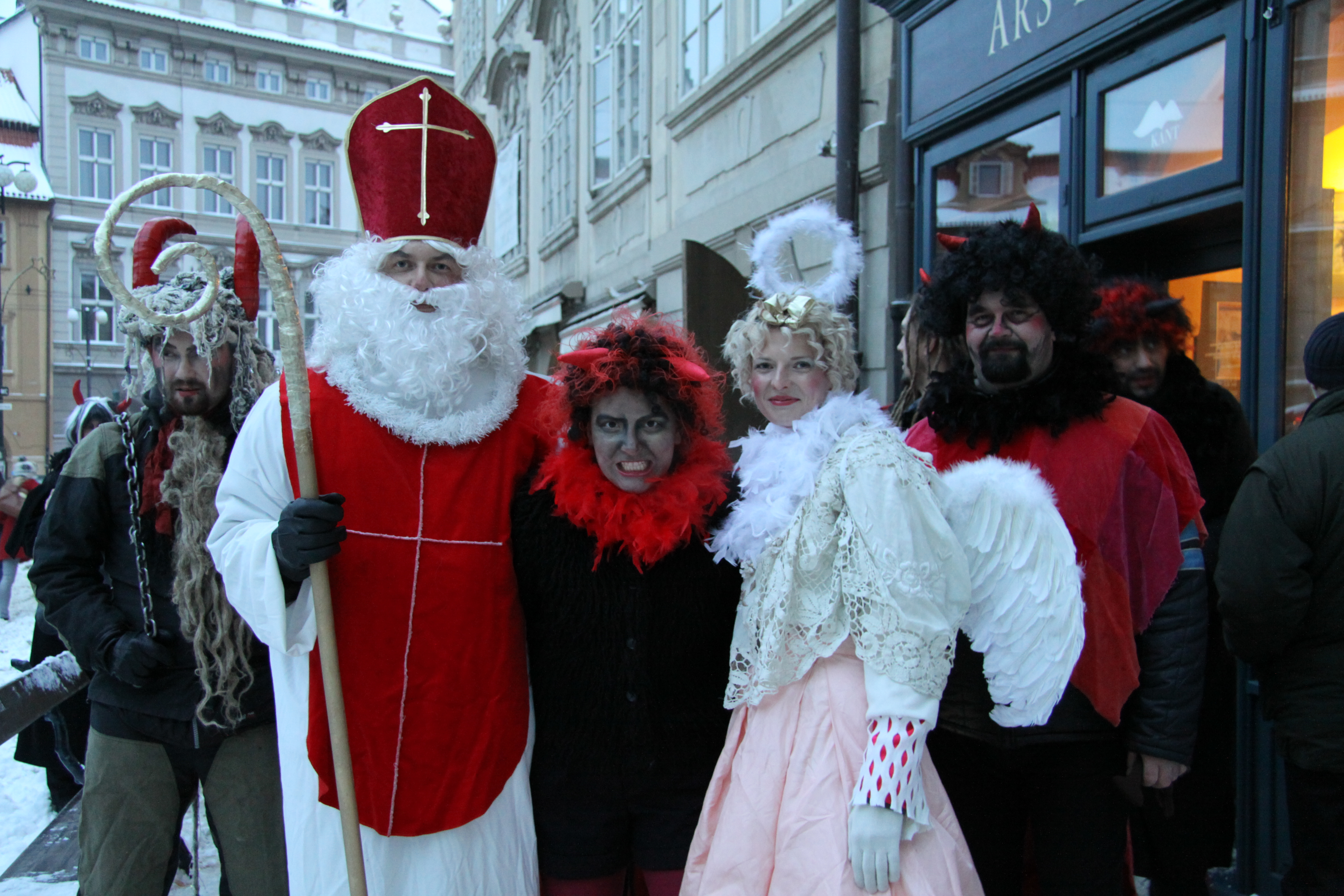
Celebración tradicional del día de San Nicolás en Malá Strana, Praga, República Checa.

  - La Fiesta de San Nicolás es una fiesta dirigida principalmente hacia los niños en Europa, que tiene como protagonista a San Nicolás, patrón de los niños. Se trata de una tradición popular surgida en época medieval viva en varios países de Europa, en que el 6 de diciembre anuncia la llegada de la Navidad.
Se celebra especialmente en los Países Bajos (conocido como Sinterklaas), Bélgica, Luxemburgo, norte y noreste de Francia (Flandes francés; norte de Champaña-Ardenas; Franco Condado; Alsacia, donde está profundamente arraigada; y Lorena, donde San Nicolás es el patrón), y en menor medida en Alemania, Austria, Suiza, Polonia, Lituania, Chequia, Croacia, Hungría (Mikulás), Rumanía, Eslovaquia, Eslovenia, Bosnia y Herzegovina, Serbia, Ucrania y Bulgaria.
En España, San Nicolás es el patrón de Alicante.